# Scotophaeus faisalabadiensis
Espèce
Scotophaeus faisalabadiensis est une espèce d'araignées aranéomorphes de la famille des Gnaphosidae.

## Distribution
Cette espèce est endémique du Pendjab au Pakistan,. Elle se rencontre vers Faisalabad.

## Description
Les mâles mesurent de 7,55 à 8,90 mm et les femelles de 8,00 à 8,95 mm.

## Étymologie
Son nom d'espèce, composé de faisalabad(i) et du suffixe latin -ensis, « qui vit dans, qui habite », lui a été donné en référence au lieu de sa découverte, Faisalabad.

## Publication originale
- Ghafoor & Beg, 2002 : Two New Species of the Genus Gnaphosa and Scotophaeus (Gnaphosidae) from Pakistan. International Journal of Agriculture and Biology, vol. 4, no 4, p. 528-530 (texte intégral).